# تهی‌آرواره‌ها
تهی‌آرواره‌ها (نام علمی: Coelorinchus) نام یک سرده از تیره دم‌شلاقی است.